# Augusto Tasso Fragoso
Augusto Tasso Fragoso (São Luís, 28 agosto 1869 – Rio de Janeiro, 20 settembre 1945) è stato un generale e politico brasiliano.

## Biografia
Fu membro della giunta militare che governò il Brasile dal 24 ottobre al 3 novembre 1930, dopo il colpo di Stato militare (definito dai golpisti "rivoluzione") guidato da Getúlio Vargas, che rovesciò il presidente Washington Luís Pereira de Sousa e impedì l'insediamento del presidente eletto Júlio Prestes.